# 敷設列車
『敷設列車』（ふせつれっしゃ）は1931年に日本で制作されたサイレント映画。東亜キネマ製作。

## スタッフ
- 監督 : 別宮幸雄
- 原作 : 桜庭青蘭
- 撮影 : 古泉勝男

## キャスト
- 小川雪子
- 大井正夫
- 宮城直枝